# Nivard Schlögl
Nivard Schlögl (Gaaden, 4 de junio de 1864-Viena, 25 de junio de 1939) fue un erudito bíblico austriaco. 

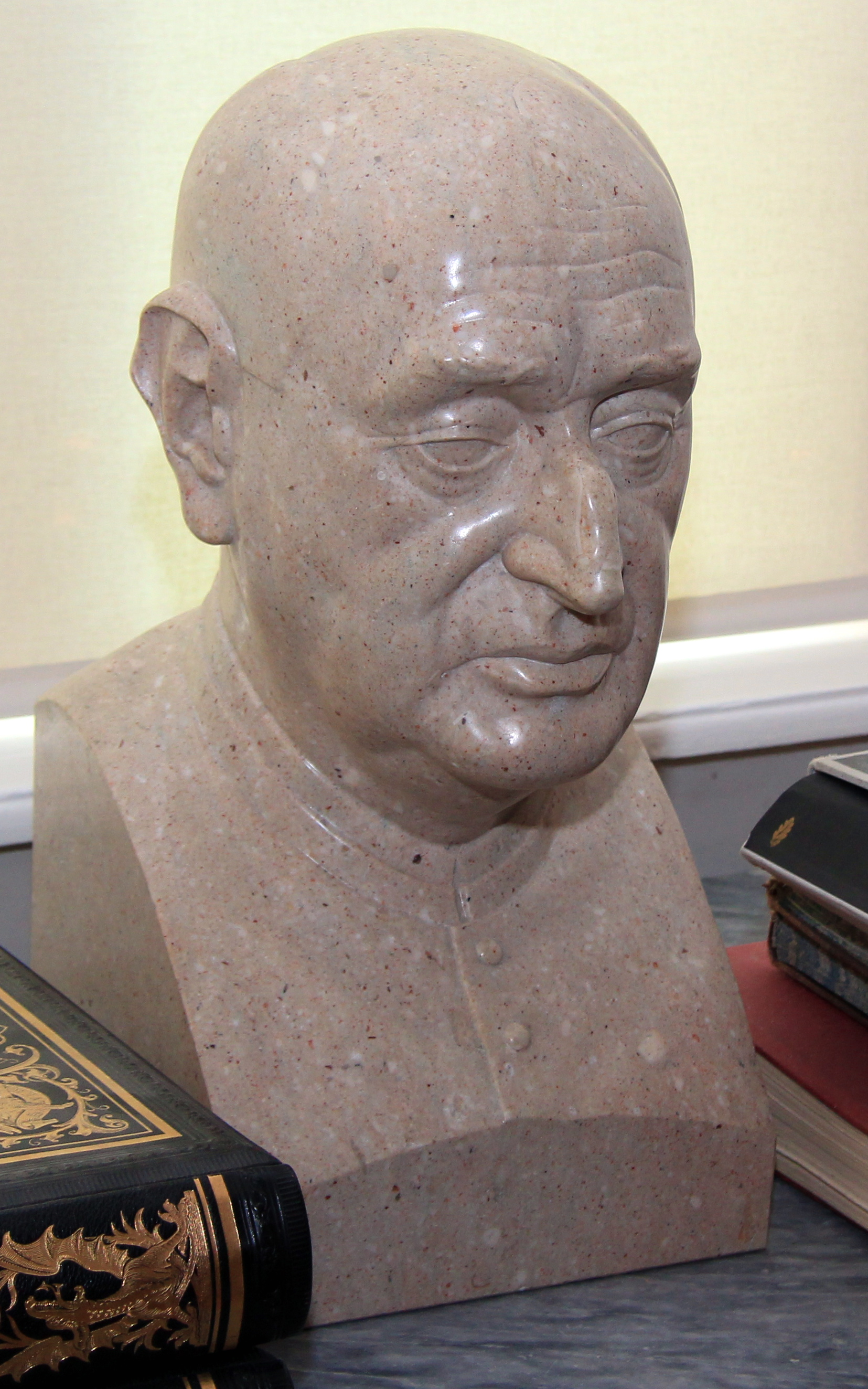
Busto de P. Nivard Schlögl en el Heiligenkreuzer Pen Biblioteca

## Biografía
Schlögl se unió a la  Abadía cisterciense de Heiligenkreuz y recibió el Nombre de la orden Nivard. Fue ordenado sacerdote en 1889 y nombrado Maestro de novicios en 1890. En 1894 recibió el premio Dr. el OL. Doctorado e inicialmente profesor de Antiguo Testamento entre 1896 y 1908 en el Instituto Teológico-Filosófico Pontificio Benedicto XVI. Institutum Theologicum en Heiligenkreuz. En 1907 fue nombrado miembro de la Facultad Teológica Católica de la Universidad de Viena, donde trabajó como profesor de Antiguo Testamento hasta 1936. El trabajo de toda la vida de Schlögl se basó en la controvertida "crítica conjetural" y la métrica bíblica, i. En otras palabras, estaba convencido de que la Biblia estaba escrita en unidades rítmicas y que las traducciones modernas de las Sagradas Escrituras también debían tener esto en cuenta.
Sus traducciones de la Biblia, escritas en este sentido, fueron colocadas en el  Directorio de libros prohibidos por el Vaticano el 16 de enero de 1922. La carrera investigadora de Schlögl llegó a su fin, aunque todavía enseñaba idiomas bíblicos en la universidad y también trabajaba como supervisor de doctorado (a menudo junto con su amigo y colega Theodor Innitzer). Murió en 1939. Su patrimonio de libros se administra en la biblioteca del monasterio de Heiligenkreuz.
En 1909, Schlögl fue miembro fundador de la unión de estudiantes católicos K.Ö.H.V. Franco-Bavaria Viena (desde 1933 en la Österreichischen Cartellverband (ÖCV)) y fue fundamental en la fundación de muchas Asociaciones de estudiantes, pero nunca entró en la territorio de la política de partidos. Schlögl era un defensor del antisemitismo racial: junto con Engelbert Dollfuss, el posterior Canciller federal y fundador del Estado corporativo, Presentó sin éxito la moción en 1920 en la Asamblea General de la Asociación Cartell de que a los miembros de las conexiones hasta la generación de los abuelos no se les permite tener parientes judíos directos, por lo que a los judíos se les debe negar la membresía mediante un  Párrafo ario en.

## Literatura
- Alkuin Volker Schachenmayr:  Profesores formativos en el desarrollo de la enseñanza teológica en el Monasterio Cisterciense de Heiligenkreuz 1802-2002 . Bernardus, Langwaden 2004, ISBN 3-937634-08-8
- Judith Schepers: Documentación de los procedimientos de censura romana contra publicaciones en idioma alemán (1893-1922), en:  Hubert Wolf, Judith Schepers (ed.),  "In wild rampant hunt para cosas nuevas ". 100 años de modernismo y antimodernismo en la Iglesia Católica  (Paderborn 2009), págs. 625–631, ISBN 978-3-506-76511-6
- Johannes Madey (1995). «Nivard Schlögl».  En Bautz, Traugott, ed. Biographisch-Bibliographisches Kirchenlexikon (BBKL) (en alemán) 9. Herzberg: Bautz. ISBN 3-88309-058-1.